# Sabicea trianae
Sabicea trianae är en måreväxtart som beskrevs av Herbert Fuller Wernham. Sabicea trianae ingår i släktet Sabicea och familjen måreväxter.
Artens utbredningsområde är Colombia. Inga underarter finns listade i Catalogue of Life.